# Class of Service
Der Begriff Class of Service (CoS) entspricht dem deutschen Begriff Serviceklasse und hat je nach Anwendung (Context) unterschiedliche Bedeutungen:
IT, Netzwerk, LAN
Gemäß IEEE 802.1p können verschiedene Dienste im Local Area Network (LAN) über CoS klassifiziert werden.
IT, Netzwerk, WAN
In ATM oder Frame Relay basierten Wide Area Networks (WAN) werden vier Serviceklassen (isochrone oder burstartigen Verkehr, konstante oder variable Bitraten) unterschieden.
TK, Berechtigungen
In der Telekommunikation wird unter CoS die dem Benutzer zugeteilte Berechtigungsklasse (z. B. nicht amtsberechtigt, voll amtsberechtigt, mit Auslandsberechtigung …) verstanden.

## Class of Service im LAN
Mit CoS bezeichnet man ein Verfahren zur Markierung und anschließender Priorisierung in IP-basierten Netzwerken, die nach IEEE 802.1p standardisiert sind.
CoS ermöglicht eine gezielte Priorisierung, während mit Quality of Service (QoS) explizite Bandbreitengarantien oder -beschränkungen eingerichtet werden.
Nach der heute noch weit verbreiteten Klassifizierung können drei spezifische Class-of-Service-Kategorien unterschieden werden:
- Anwendungsklasse 1: Sprache;
- Anwendungsklasse 2: geschäftskritischer Datentransfer wie SAP, ERP oder Videokonferenzen;
- Anwendungsklasse 3: geschäftsunkritische Anwendungen wie E-Mail und WWW-Browsing.

## Class of Service im WAN
Viele Multi-Protocol Label Switching (MPLS) Provider bieten aber auch eine differenziertere Klassifizierung nach dem Differentiated Services Code Point (DSCP) Verfahren an.

## Class of Service in der Telekommunikation
Der alte Begriff Amtsberechtigung wird in heutigen TK-Netzen nur noch selten verwendet. Heute werden TK-Netze für eine Vielzahl von Diensten genutzt: Voice, Video, Presence, Instant-Messaging, Chat.
CoS ist eine mehr generische Bezeichnung für verschiedene Berechtigungsklassen.